# Prenomi spagnoli
Questa voce raccoglie i prenomi tipici della lingua spagnola, con eventuali varianti e l'equivalente in italiano, se esiste. Le forme scritte in corsivo sono extraeuropee, cioè usate ad esempio in America latina, Caraibi, Messico, Canarie o Filippine.
La fonte è il sito Behind the Name, dove non diversamente specificato.

## A
| Nome          | Varianti          | Corrispondente italiano |
| ------------- | ----------------- | ----------------------- |
| Aarón         |                   | Aronne                  |
| Abel          |                   | Abele                   |
| Abelardo      |                   | Abelardo                |
| Abigaíl       |                   | Abigaille               |
| Abilio        |                   | Abilio                  |
| Abraham       | Abrahán           | Abramo                  |
| Abundio       |                   | Abbondio                |
| Adalberto     |                   | Adalberto               |
| Adán          |                   | Adamo                   |
| Adelardo      |                   | Adalardo                |
| Adelmo        |                   | Adelmo                  |
| Adolfo        | Adolfito, Fito    | Adolfo                  |
| Adonay        |                   |                         |
| Adrián        |                   | Adriano                 |
| Agapito       |                   | Agapito                 |
| Agustín       |                   | Agostino                |
| Aitor         |                   |                         |
| Albano        |                   | Albano                  |
| Alberto       |                   | Alberto                 |
| Albino        |                   | Albino                  |
| Alcides       |                   | Alcide                  |
| Alejandro     | Ale, Álex         | Alessandro              |
| Alejo         | Alexis            | Alessio                 |
| Alfonso       | Alonso            | Alfonso                 |
| Alfredo       |                   | Alfredo                 |
| Álvaro        |                   | Alvaro                  |
| Amadeo        |                   | Amedeo                  |
| Amado         |                   | Amato                   |
| Amador        |                   | Amatore                 |
| Amancio       |                   | Amanzio                 |
| Amando        |                   | Amando                  |
| Amaro         |                   |                         |
| Ambrosio      |                   | Ambrogio                |
| Américo       |                   | Amerigo                 |
| Amílcar       |                   | Amilcare                |
| Anacleto      | Cleto             | Anacleto                |
| Anastasio     | Anastacio         | Anastasio               |
| Andrés        |                   | Andrea                  |
| Andrés Felipe |                   | Andrea Filippo          |
| Ángel         | Angelino          | Angelo                  |
| Aníbal        |                   | Annibale                |
| Aniceto       |                   | Aniceto                 |
| Anselmo       |                   | Anselmo                 |
| Antelmo       |                   | Antelmo                 |
| Antonio       | Antón, Toño, Toni | Antonio                 |
| Apolinar      |                   | Apollinare              |
| Aquilino      |                   | Aquilino                |
| Ariel         |                   | Ariele                  |
| Arístides     |                   | Aristide                |
| Armando       |                   | Armando                 |
| Arsenio       |                   | Arsenio                 |
| Artemio       |                   | Artemio                 |
| Arturo        |                   | Arturo                  |
| Asdrúbal      |                   | Asdrubale               |
| Atanasio      |                   | Atanasio                |
| Atilio        |                   | Attilio                 |
| Augusto       |                   | Augusto                 |
| Aureliano     |                   | Aureliano               |
| Aurelio       |                   | Aurelio                 |
| Avelino       |                   |                         |

| Nome        | Varianti                   | Corrispondente italiano |
| ----------- | -------------------------- | ----------------------- |
| Abril       |                            |                         |
| Ada         |                            | Ada                     |
| Adela       | Adelia, Adelita            | Adele                   |
| Adelaida    | Aleida, Aleyda             | Adelaide                |
| Adelina     |                            | Adelina                 |
| Adelma      |                            | Adelma                  |
| Adoración   | Adora                      |                         |
| Adriana     |                            | Adriana                 |
| África      |                            |                         |
| Ágata       | Águeda                     | Agata                   |
| Agripina    |                            | Agrippina               |
| Agustina    |                            | Agostina                |
| Aída        |                            | Aida                    |
| Ainara      |                            |                         |
| Ainoa       |                            |                         |
| Aitana      |                            |                         |
| Alba        | Elba                       | Alba                    |
| Alberta     |                            | Alberta                 |
| Albina      |                            | Albina                  |
| Alejandra   | Ale, Sandra                | Alessandra              |
| Alexia      |                            | Alessia                 |
| Alfonsa     |                            | Alfonsa                 |
| Alicia      |                            | Alice                   |
| Alina       |                            | Alina                   |
| Alma        |                            | Alma                    |
| Almudena    |                            |                         |
| Alondra     |                            |                         |
| Altagracia  |                            |                         |
| Amada       |                            | Amata                   |
| Amalia      |                            | Amalia                  |
| Amanda      |                            | Amanda                  |
| Amaranta    |                            | Amaranta                |
| Amarilis    |                            | Amarilli                |
| Amaya       |                            |                         |
| Ámbar       |                            | Ambra                   |
| Amelia      |                            | Amelia                  |
| América     |                            | Ameriga                 |
| Aminta      |                            | Aminta                  |
| Amor        |                            | Amore                   |
| Amparo      |                            |                         |
| Ana         | Ani, Anita                 | Anna                    |
| Anabel      |                            | Annabella               |
| Ana Belén   |                            |                         |
| Ana Isabel  |                            | Anna Isabella           |
| Ana María   |                            | Anna Maria              |
| Ana Sofía   |                            | Anna Sofia              |
| Anahí       |                            |                         |
| Anaís       |                            |                         |
| Anastasia   | Anastacia                  | Anastasia               |
| Andrea      |                            | Andreina                |
| Ángela      | Angelina, Angelita         | Angela                  |
| Ángeles     |                            |                         |
| Angélica    |                            | Angelica                |
| Angustias   |                            |                         |
| Aniceta     |                            | Aniceta                 |
| Anselma     |                            | Anselma                 |
| Antonia     | Antonieta, Antoñita        | Antonia                 |
| Anunciación |                            |                         |
| Apolonia    |                            | Apollonia               |
| Aquilina    |                            | Aquilina                |
| Araceli     | Aracelis, Aracely, Arcelia |                         |
| Aránzazu    | Arancha                    |                         |
| Arcadia     |                            | Arcadia                 |
| Ariadna     |                            | Arianna                 |
| Arleth      |                            |                         |
| Armida      |                            | Armida                  |
| Aroa        |                            |                         |
| Ascensión   |                            |                         |
| Asunción    | Asun                       |                         |
| Atenea      |                            | Atena                   |
| Aura        |                            | Aura                    |
| Áurea       |                            | Aurea                   |
| Aurelia     |                            | Aurelia                 |
| Aurora      |                            | Aurora                  |
| Avelina     |                            |                         |
| Azahar      | Azahara                    |                         |
| Azeneth     |                            |                         |
| Azucena     |                            |                         |

## B
| Nome         | Varianti   | Corrispondente italiano |
| ------------ | ---------- | ----------------------- |
| Balbino      |            | Balbino                 |
| Baldo        |            | Baldo                   |
| Baldomero    |            | Baldomero               |
| Balduino     |            | Baldovino               |
| Baltasar     |            | Baldassarre             |
| Bartolomé    |            | Bartolomeo              |
| Basilio      |            | Basilio                 |
| Baudilio     |            | Baudelio                |
| Bautista     |            | Battista                |
| Benedicto    | Benito     | Benedetto               |
| Benicio      |            |                         |
| Benigno      |            | Benigno                 |
| Benjamín     |            | Beniamino               |
| Bermudo      |            | Vermondo                |
| Bernabé      |            | Barnaba                 |
| Bernardo     | Bernardino | Bernardo                |
| Berto        |            | Berto                   |
| Blas         |            | Biagio                  |
| Bolívar      |            |                         |
| Bonifacio    |            | Bonifacio               |
| Borja        |            |                         |
| Bosco        |            |                         |
| Braian       | Braian     |                         |
| Bruno        |            | Bruno                   |
| Buenaventura |            | Bonaventura             |

| Nome       | Varianti               | Corrispondente italiano |
| ---------- | ---------------------- | ----------------------- |
| Balbina    |                        | Balbina                 |
| Bárbara    |                        | Barbara                 |
| Beatriz    |                        | Beatrice                |
| Begoña     |                        |                         |
| Belén      |                        |                         |
| Benedicta  | Benita                 | Benedetta               |
| Benigna    |                        | Benigna                 |
| Bernarda   | Bernardina, Bernardita | Bernarda                |
| Berta      |                        | Berta                   |
| Betania    | Bethania               |                         |
| Bibiana    |                        | Bibiana                 |
| Bienvenida |                        | Benvenuta               |
| Bilha      |                        |                         |
| Blanca     |                        | Bianca                  |
| Bonifacia  |                        | Bonifacia               |
| Brígida    |                        | Brigida                 |
| Brunilda   | Nilda                  | Brunilde                |

## C
| Nome        | Varianti          | Corrispondente italiano |
| ----------- | ----------------- | ----------------------- |
| Calisto     | Calixto           | Callisto                |
| Camilo      |                   | Camillo                 |
| Candelario  | Cande             |                         |
| Cándido     |                   | Candido                 |
| Carlos      | Carlito, Carlitos | Carlo                   |
| Carmelo     |                   | Carmelo                 |
| Casimiro    |                   | Casimiro                |
| Cayetano    |                   | Gaetano                 |
| Cecilio     |                   | Cecilio                 |
| Ceferino    |                   | Zefirino                |
| Celestino   |                   | Celestino               |
| Celino      |                   | Celino                  |
| Celio       |                   | Celio                   |
| Celso       |                   | Celso                   |
| César       |                   | Cesare                  |
| Che         |                   |                         |
| Cipriano    | Cebrián           | Cipriano                |
| Ciriaco     | Ciríaco           | Ciriaco                 |
| Cirilo      |                   | Cirillo                 |
| Ciro        | Cirino            | Ciro                    |
| Claudio     |                   | Claudio                 |
| Clemente    |                   | Clemente                |
| Clímaco     |                   | Climaco                 |
| Conrado     |                   | Corrado                 |
| Constantino |                   | Costantino              |
| Cornelio    |                   | Cornelio                |
| Cosme       |                   | Cosimo                  |
| Crescencio  |                   | Crescenzo               |
| Crisóstomo  |                   | Crisostomo              |
| Cristián    | Crsitian          | Cristiano               |
| Cruz        |                   | Croce                   |
| Custodio    |                   | Custodio                |

| Nome        | Varianti                   | Corrispondente italiano |
| ----------- | -------------------------- | ----------------------- |
| Calista     | Calixta                    | Callista                |
| Camila      |                            | Camilla                 |
| Candelaria  | Cande, Candela, Candelas   |                         |
| Cándida     |                            | Candida                 |
| Caridad     |                            |                         |
| Carina      |                            | Carina                  |
| Carla       | Carlota                    | Carla                   |
| Carmela     | Carmen, Carmina, Carmelita | Carmela                 |
| Carolina    |                            | Carolina                |
| Casandra    |                            | Cassandra               |
| Casilda     |                            | Casilde                 |
| Catalina    | Katalina, Katiuska         | Caterina                |
| Cayetana    |                            | Gaetana                 |
| Cecilia     |                            | Cecilia                 |
| Celeste     |                            | Celeste                 |
| Celestina   |                            | Celestina               |
| Celia       |                            | Celia                   |
| Celsa       |                            | Celsa                   |
| Cielo       |                            |                         |
| Cintia      |                            | Cinzia                  |
| Clara       |                            | Chiara                  |
| Clarisa     |                            | Clarissa                |
| Claudia     | Claudina                   | Claudia                 |
| Clemencia   | Clementina                 | Clemenza                |
| Cloe        |                            | Cloe                    |
| Clotilde    |                            | Clotilde                |
| Concepción  | Concha, Conchita, Chita    | Concetta                |
| Consolación |                            |                         |
| Constanza   |                            | Costanza                |
| Consuelo    | Consuela, Chelo            |                         |
| Coral       |                            | Corallo                 |
| Corina      |                            | Corinna                 |
| Corona      |                            | Corona                  |
| Covadonga   |                            |                         |
| Crescencia  |                            | Crescenzia              |
| Cristal     |                            |                         |
| Cristina    |                            | Cristina                |
| Cristóbal   | Cristopher                 | Cristoforo              |
| Cruz        | Cruzita                    | Croce                   |
| Custodia    |                            | Custodia                |

## D
| Nome      | Varianti          | Corrispondente italiano |
| --------- | ----------------- | ----------------------- |
| Dagoberto |                   | Dagoberto               |
| Damián    |                   | Damiano                 |
| Daniel    | Dan, Dani, Danilo | Daniele                 |
| Dariel    |                   |                         |
| Darío     |                   | Dario                   |
| David     |                   | Davide                  |
| Demetrio  |                   | Demetrio                |
| Desiderio |                   | Desiderio               |
| Diego     |                   | Diego                   |
| Dimas     |                   | Disma                   |
| Diógenes  |                   | Diogene                 |
| Dionisio  |                   | Dionigi                 |
| Diosdado  |                   | Adeodato                |
| Domingo   |                   | Domenico                |
| Donato    |                   | Donato                  |
| Doroteo   |                   | Doroteo                 |
| Duilio    |                   | Duilio                  |

| Nome         | Varianti     | Corrispondente italiano |
| ------------ | ------------ | ----------------------- |
| Dafne        |              | Dafne                   |
| Dalia        |              | Dalia                   |
| Dalila       |              | Dalila                  |
| Dámaris      |              | Damaride                |
| Daniela      |              | Daniela                 |
| Davinia      |              |                         |
| Débora       |              | Debora                  |
| Deisy        | Deysi        |                         |
| Delfina      |              | Delfina                 |
| Delia        |              | Delia                   |
| Desamparados |              |                         |
| Desideria    |              | Desideria               |
| Diana        | Dayana       | Diana                   |
| Dina         |              | Dina                    |
| Dionisia     | Denisse      | Dionisia                |
| Divina       |              |                         |
| Dolores      | Lola, Lolita |                         |
| Dominga      |              | Domenica                |
| Domitila     |              | Domitilla               |
| Dora         | Dorita       | Dora                    |
| Dorotea      |              | Dorotea                 |
| Dulce        |              | Dolce                   |
| Dulce María  |              | Dolce Maria             |

## E
| Nome        | Varianti           | Corrispondente italiano |
| ----------- | ------------------ | ----------------------- |
| Eberardo    |                    | Eberardo                |
| Edelmiro    |                    | Adelmiro                |
| Édgar       | Edgardo            | Edgardo                 |
| Edison      | Édison             |                         |
| Edmundo     |                    | Edmondo                 |
| Eduardo     | Edu, Lalo          | Edoardo                 |
| Efraín      | Efrén              | Efrem                   |
| Eladio      |                    | Elladio                 |
| Eleuterio   |                    | Eleuterio               |
| Elías       |                    | Elia                    |
| Eligio      |                    | Eligio                  |
| Eliseo      |                    | Eliseo                  |
| Eloy        |                    | Eligio                  |
| Elpidio     |                    | Elpidio                 |
| Emigdio     |                    | Emidio                  |
| Emiliano    |                    | Emiliano                |
| Emilio      |                    | Emilio                  |
| Enrique     | Quique, Kike, Kiko | Enrico                  |
| Epifanio    |                    | Epifanio                |
| Erasmo      |                    | Erasmo                  |
| Ernesto     |                    | Ernesto                 |
| Espiridión  |                    | Spiridione              |
| Estanislao  |                    | Stanislao               |
| Esteban     |                    | Stefano                 |
| Eugenio     |                    | Eugenio                 |
| Eulogio     |                    | Eulogio                 |
| Eusebio     |                    | Eusebio                 |
| Eustaquio   |                    | Eustachio               |
| Eutimio     |                    | Eutimio                 |
| Eutropio    |                    | Eutropio                |
| Evangelista |                    | Evangelista             |
| Evaristo    |                    | Evaristo                |
| Ezequiel    |                    | Ezechiele               |

| Nome        | Varianti                    | Corrispondente italiano |
| ----------- | --------------------------- | ----------------------- |
| Edelmira    |                             | Adelmira                |
| Eladia      |                             | Elladia                 |
| Elena       |                             | Elena                   |
| Eliana      |                             | Eliana                  |
| Eligia      |                             | Eligia                  |
| Elisa       |                             | Elisa                   |
| Elisabet    | Lizbeth, Eli                | Elisabetta              |
| Elodia      |                             | Elodia                  |
| Eloísa      |                             | Eloisa                  |
| Elsa        | Elsy                        | Elsa                    |
| Elvira      |                             | Elvira                  |
| Emelina     |                             | Emmelina                |
| Emeterio    |                             |                         |
| Emigdia     |                             | Emidia                  |
| Emilia      |                             | Emilia                  |
| Emiliana    |                             | Emiliana                |
| Emma        | Ema                         | Emma                    |
| Emperatriz  |                             |                         |
| Encarnación | Encarnita, Encarna, Encarni |                         |
| Eneida      |                             |                         |
| Engracia    |                             |                         |
| Enriqueta   |                             | Enrichetta              |
| Ercilia     |                             | Ersilia                 |
| Eric        | Erik                        | Eric                    |
| Ernestina   |                             | Ernestina               |
| Esmeralda   |                             | Esmeralda               |
| Esperanza   |                             | Speranza                |
| Estefanía   |                             | Stefania                |
| Estela      | Estrella                    | Stella                  |
| Ester       | Esther                      | Ester                   |
| Estíbaliz   |                             |                         |
| Etelvina    |                             |                         |
| Eufemia     |                             | Eufemia                 |
| Eugenia     |                             | Eugenia                 |
| Eulalia     | Olaya, Olalla               | Eulalia                 |
| Eulogia     |                             | Eulogia                 |
| Eusebia     |                             | Eusebia                 |
| Eustaquia   |                             | Eustachia               |
| Eva         | Evelia, Evita               | Eva                     |
| Eva María   |                             | Eva Maria               |
| Evangelina  |                             | Evangelina              |

## F
| Nome             | Varianti                                 | Corrispondente italiano |
| ---------------- | ---------------------------------------- | ----------------------- |
| Fabián           |                                          | Fabiano                 |
| Fabio            |                                          | Fabio                   |
| Fabricio         |                                          | Fabrizio                |
| Facundo          |                                          | Facondo                 |
| Faustino         |                                          | Faustino                |
| Fausto           |                                          | Fausto                  |
| Federico         |                                          | Federico                |
| Feliciano        |                                          | Feliciano               |
| Felipe           |                                          | Filippo                 |
| Félix            |                                          | Felice                  |
| Fermín           |                                          | Firmino                 |
| Fernando         | Hernando, Hernán, Nando                  | Ferdinando              |
| Fidel            |                                          | Fedele                  |
| Filemón          |                                          | Filemone                |
| Filiberto        |                                          | Filiberto               |
| Flavio           |                                          | Flavio                  |
| Florencio        |                                          | Fiorenzo                |
| Florentino       |                                          | Fiorentino              |
| Florián          |                                          | Floriano                |
| Floro            |                                          | Floro                   |
| Fortunato        |                                          | Fortunato               |
| Francisco        | Fran, Curro, Kiko, Paco, Paquito, Pancho | Francesco               |
| Francisco Javier |                                          | Francesco Saverio       |
| Francisco José   |                                          | Francesco Giuseppe      |
| Fructuoso        |                                          | Fruttuoso               |
| Fulgencio        |                                          | Fulgenzio               |

| Nome       | Varianti            | Corrispondente italiano |
| ---------- | ------------------- | ----------------------- |
| Fabiana    |                     | Fabiana                 |
| Fabiola    |                     | Fabiola                 |
| Fanny      |                     |                         |
| Fátima     |                     | Fatima                  |
| Faustina   |                     | Faustina                |
| Fe         |                     | Fede                    |
| Febe       |                     | Febe                    |
| Felicia    | Felisa              | Felicia                 |
| Feliciana  |                     | Feliciana               |
| Felicidas  | Felicitad           | Felicita                |
| Felipa     |                     | Filippa                 |
| Fermina    |                     | Firmina                 |
| Fernanda   |                     | Ferdinanda              |
| Fidela     | Fidelia             | Fedele                  |
| Filomena   |                     | Filomena                |
| Flavia     |                     | Flavia                  |
| Flor       |                     | Fiore                   |
| Flora      |                     | Flora                   |
| Florencia  |                     | Fiorenza                |
| Florentina |                     | Fiorentina              |
| Florina    |                     |                         |
| Florinda   |                     | Florinda                |
| Fortunata  |                     | Fortunata               |
| Francisca  | Fran, Paca, Paquita | Francesca               |
| Fuensanta  |                     |                         |

## G
| Nome       | Varianti         | Corrispondente italiano |
| ---------- | ---------------- | ----------------------- |
| Gabino     |                  | Gavino                  |
| Gabriel    | Gabi, Gaby       | Gabriele                |
| Gael       |                  |                         |
| Galo       |                  | Gallo                   |
| Gaspar     |                  | Gaspare                 |
| Gastón     |                  | Gastone                 |
| Generoso   |                  | Generoso                |
| Geraldo    |                  | Giraldo                 |
| Gerardo    |                  | Gerardo                 |
| Germán     |                  | Germano                 |
| Gervasio   |                  | Gervasio                |
| Gil        |                  | Egidio                  |
| Gilberto   |                  | Gilberto                |
| Ginés      |                  | Genesio                 |
| Glauco     |                  | Glauco                  |
| Godofredo  |                  | Goffredo                |
| Gonzalo    |                  | Consalvo                |
| Graciano   |                  | Graziano                |
| Gregorio   | Goyo             | Gregorio                |
| Grimaldo   |                  | Grimaldo                |
| Guadalupe  | Lupe, Lupita     |                         |
| Gualberto  |                  | Gualberto               |
| Gualterio  | Gutierre, Wálter | Gualtiero               |
| Guillermo  |                  | Guglielmo               |
| Gumersindo |                  |                         |
| Gustavo    |                  | Gustavo                 |

| Nome        | Varianti        | Corrispondente italiano |
| ----------- | --------------- | ----------------------- |
| Gabriela    | Gabi, Gaby      | Gabriella               |
| Gala        |                 | Galla                   |
| Galilea     |                 | Galilea                 |
| Gema        |                 | Gemma                   |
| Generosa    |                 | Generosa                |
| Genoveva    | Veva            | Genoveffa               |
| Georgina    |                 | Giorgia                 |
| Gertrudis   |                 | Geltrude                |
| Gilberta    |                 | Gilberta                |
| Gisela      |                 | Gisella                 |
| Gladys      |                 |                         |
| Glafira     |                 | Glafira                 |
| Gloria      |                 | Gloria                  |
| Gracia      | Graciela, Chela | Grazia                  |
| Graciana    |                 | Graziana                |
| Gregoria    |                 | Gregoria                |
| Griselda    |                 | Griselda                |
| Guadalupe   |                 |                         |
| Guillermina |                 | Guglielmina             |
| Guiomar     | Xiomara         |                         |

## H
| Nome         | Varianti  | Corrispondente italiano |
| ------------ | --------- | ----------------------- |
| Habacuc      |           | Abaco                   |
| Haroldo      |           | Aroldo                  |
| Héctor       |           | Ettore                  |
| Helio        |           | Elio                    |
| Heliodoro    |           | Eliodoro                |
| Heraclio     |           | Eraclio                 |
| Herberto     | Heriberto | Erberto                 |
| Hermenegildo |           | Ermenegildo             |
| Hermes       |           | Ermes                   |
| Herminio     |           | Erminio                 |
| Hermógenes   |           | Ermogene                |
| Higinio      |           | Igino                   |
| Hilario      |           | Ilario                  |
| Hipólito     |           | Ippolito                |
| Honorio      |           | Onorio                  |
| Horacio      |           | Orazio                  |
| Hugo         |           | Ugo                     |
| Humberto     |           | Umberto                 |

| Nome      | Varianti | Corrispondente italiano |
| --------- | -------- | ----------------------- |
| Haydée    |          |                         |
| Herminia  |          | Erminia                 |
| Hilaria   |          | Ilaria                  |
| Hilda     |          | Ilda                    |
| Hipólita  |          | Ippolita                |
| Hortensia |          | Ortensia                |

## I
| Nome      | Varianti     | Corrispondente italiano |
| --------- | ------------ | ----------------------- |
| Ignacio   | Nacho, Nacio | Ignazio                 |
| Ildefonso |              | Ildefonso               |
| Indalecio |              |                         |
| Íñigo     |              |                         |
| Inocencio |              | Innocenzo               |
| Ireneo    |              | Ireneo                  |
| Isaac     |              | Isacco                  |
| Isaías    |              | Isaia                   |
| Isidoro   | Isidro       | Isidoro                 |
| Ismael    |              | Ismaele                 |
| Israel    |              | Israele                 |
| Iván      |              | Ivan                    |
| Izan      |              |                         |

| Nome                  | Varianti             | Corrispondente italiano |
| --------------------- | -------------------- | ----------------------- |
| Ignacia               |                      | Ignazia                 |
| Ileana                |                      | Ileana                  |
| Iluminada             |                      | Illuminata              |
| Imelda                |                      | Imelda                  |
| India                 |                      |                         |
| Inés                  |                      | Agnese                  |
| Íngrid                |                      |                         |
| Inmaculada            | Inma                 | Immacolata              |
| Inmaculada Concepción |                      | Immacolata Concezione   |
| Inocencia             |                      | Innocenza               |
| Iraida                |                      |                         |
| Irene                 |                      | Irene                   |
| Iridián               |                      |                         |
| Iris                  |                      | Iris                    |
| Irma                  |                      | Irma                    |
| Isabel                | Ysabel, Isabela, Isa | Isabella                |
| Isaura                |                      | Isaura                  |
| Isidora               | Isidra               | Isidora                 |
| Itziar                | Iciar                |                         |
| Ivelisse              |                      |                         |

## J
| Nome           | Varianti                             | Corrispondente italiano         |
| -------------- | ------------------------------------ | ------------------------------- |
| Jaasiel        | Jasiel, Jaziel                       |                                 |
| Jacinto        |                                      | Giacinto                        |
| Jacobo         |                                      | Giacobbe                        |
| Jafet          |                                      | Jafet                           |
| Jaime          | Yago                                 | Giacomo                         |
| Jairo          | Jaír, Jair, Yair                     | Giairo                          |
| Janeth         |                                      |                                 |
| Javier         | Xavier, Javi                         | Saverio                         |
| Jenaro         | Genaro                               | Gennaro                         |
| Jeremías       |                                      | Geremia                         |
| Jerónimo       | Gerónimo                             | Girolamo                        |
| Jesús          | Chucho, Chuy                         | Gesù                            |
| Jimeno         | Ximeno                               |                                 |
| Joaquín        | Joaquin                              | Gioacchino                      |
| Joel           | Yoel                                 | Gioele                          |
| Jonás          |                                      | Giona                           |
| Jonatan        | Jonatán                              | Gionata                         |
| Jordán         |                                      | Giordano                        |
| Jorge          |                                      | Giorgio                         |
| José           | Jose, Josepe, Pepe, Pepito           | Giuseppe                        |
| José Ángel     |                                      | Giuseppe Angelo                 |
| José Antonio   |                                      | Giuseppe Antonio                |
| José Luis      |                                      | Giuseppe Luigi                  |
| José Manuel    | Chema                                | Giuseppe Emanuele               |
| José María     | José Mari, Chema                     | Giuseppe Maria                  |
| Josías         |                                      | Giosia                          |
| Josué          |                                      | Giosuè                          |
| Juan           | Juanito, Juancho, Ibán, Jhon, Jhonny | Giovanni                        |
| Juan Antonio   |                                      | Giovanni Antonio                |
| Juan Bautista  |                                      | Giovanni Battista               |
| Juan Carlos    |                                      | Giovanni Carlo (Giancarlo)      |
| Juan Francisco |                                      | Giovanni Francesco (Gianfranco) |
| Juan José      |                                      | Giovanni Giuseppe               |
| Juan Manuel    | Juanma                               | Giovanni Emanuele               |
| Juan Pablo     |                                      | Giovanni Paolo (Gianpaolo)      |
| Juan Pedro     |                                      | Giovanni Pietro (Gianpietro)    |
| Julián         |                                      | Giuliano                        |
| Julio          |                                      | Giulio                          |
| Julio César    |                                      | Giulio Cesare                   |
| Justino        |                                      | Giustino                        |
| Justo          |                                      | Giusto                          |

| Nome     | Varianti                                 | Corrispondente italiano |
| -------- | ---------------------------------------- | ----------------------- |
| Jacinta  |                                          | Giacinta                |
| Javiera  |                                          | Saveria                 |
| Jazmín   | Yasmin, Yasmina                          | Gelsomina               |
| Jennifer | Jenifer, Yénifer, Yénnifer, Jenny, Yenny |                         |
| Jerónima |                                          | Girolama                |
| Jéssica  | Jésica, Jessica, Yésica                  | Jessica                 |
| Jesusa   | Chucho                                   | Gesuina                 |
| Jezabel  |                                          | Gezabele                |
| Jimena   | Ximena                                   |                         |
| Joaquina |                                          | Gioacchina              |
| Jordana  |                                          | Giordana                |
| Josefa   | Pepita                                   | Giuseppa                |
| Josefina |                                          | Giuseppina              |
| Jovita   |                                          | Giovita                 |
| Juana    | Juanita, Giovana, Johana                 | Giovanna                |
| Judit    | Judith                                   | Giuditta                |
| Julia    | Julieta, Julissa                         | Giulia                  |
| Juliana  |                                          | Giuliana                |
| Justa    |                                          | Giusta                  |
| Justina  |                                          | Giustina                |

## K
| Nome   | Varianti | Corrispondente italiano |
| ------ | -------- | ----------------------- |
| Kilian |          | Chiliano                |

| Nome   | Varianti | Corrispondente italiano |
| ------ | -------- | ----------------------- |
| Karina |          |                         |

## L
| Nome       | Varianti       | Corrispondente italiano |
| ---------- | -------------- | ----------------------- |
| Ladislao   |                | Ladislao                |
| Lamberto   |                | Lamberto                |
| Laureano   |                |                         |
| Laurentino |                | Laurentino              |
| Lautaro    |                |                         |
| Lázaro     |                | Lazzaro                 |
| Leandro    |                | Leandro                 |
| Leocadio   |                | Leocadio                |
| León       |                | Leone                   |
| Leonardo   |                | Leonardo                |
| Leoncio    |                | Leonzio                 |
| Leonel     |                | Lionello                |
| Leopoldo   |                | Leopoldo                |
| Liberato   |                | Liberato                |
| Lino       |                | Lino                    |
| Lisandro   |                | Lisandro                |
| Lope       |                | Lupo                    |
| Lorenzo    | Renzo          | Lorenzo                 |
| Lucas      |                | Luca                    |
| Lucero     |                |                         |
| Luciano    |                | Luciano                 |
| Lucio      |                | Lucio                   |
| Luis       | Lucho, Luisito | Luigi                   |
| Luis Ángel |                | Luigi Angelo            |

| Nome       | Varianti         | Corrispondente italiano |
| ---------- | ---------------- | ----------------------- |
| Lady       |                  |                         |
| Lara       |                  | Lara                    |
| Laura      | Laurita          | Laura                   |
| Laurentina |                  | Laurentina              |
| Leandra    |                  | Leandra                 |
| Leocadia   |                  | Leocadia                |
| Leonor     |                  | Eleonora                |
| Leticia    |                  | Letizia                 |
| Leyre      | Leire            |                         |
| Libertad   |                  | Libertà                 |
| Libia      |                  | Libia                   |
| Lidia      |                  | Lidia                   |
| Ligia      |                  | Ligea                   |
| Lilia      |                  | Lilia                   |
| Liliana    |                  | Liliana                 |
| Lina       |                  | Lina                    |
| Lisandra   |                  | Lisandra                |
| Lluvia     |                  |                         |
| Loida      |                  |                         |
| Lorena     |                  | Lorena                  |
| Lorenza    |                  | Lorenza                 |
| Loreto     |                  | Loreto                  |
| Lourdes    |                  |                         |
| Lucero     |                  |                         |
| Lucía      |                  | Lucia                   |
| Luciana    |                  | Luciana                 |
| Lucila     |                  | Lucilla                 |
| Lucrecia   |                  | Lucrezia                |
| Luisa      | Luisina, Luisita | Luisa                   |
| Luján      |                  |                         |
| Luna       |                  | Luna                    |
| Luz        |                  | Luce                    |

## M
| Nome         | Varianti          | Corrispondente italiano |
| ------------ | ----------------- | ----------------------- |
| Macario      |                   | Macario                 |
| Malaquías    |                   | Malachia                |
| Manuel       | Manolo, Manu      | Emanuele                |
| Marcelino    |                   | Marcellino              |
| Marcelo      |                   | Marcello                |
| Marcial      |                   | Marziale                |
| Marciano     |                   | Marciano                |
| Marcio       |                   | Marzio                  |
| Marcos       | Marco             | Marco                   |
| Mardoqueo    |                   | Mardocheo               |
| Mariano      |                   | Mariano                 |
| Marino       |                   | Marino                  |
| Mario        |                   | Mario                   |
| Martín       |                   | Martino                 |
| Mateo        |                   | Matteo                  |
| Matías       |                   | Mattia                  |
| Matusalén    |                   | Matusalemme             |
| Mauricio     |                   | Maurizio                |
| Mauro        |                   | Mauro                   |
| Maximiano    |                   | Massimiano              |
| Maximiliano  | Maxi              | Massimiliano            |
| Maximino     |                   | Massimino               |
| Máximo       |                   | Massimo                 |
| Melchor      |                   | Melchiorre              |
| Miguel       | Maikel, Miguelito | Michele                 |
| Miguel Ángel |                   | Michelangelo            |
| Milton       |                   |                         |
| Modesto      |                   | Modesto                 |
| Moisés       |                   | Mosè                    |
| Moreno       |                   | Moreno                  |

| Nome              | Varianti                         | Corrispondente italiano |
| ----------------- | -------------------------------- | ----------------------- |
| Macarena          |                                  |                         |
| Macaria           |                                  | Macaria                 |
| Mafalda           | Matilde                          | Matilde                 |
| Magdalena         | Malena, Magaly                   | Maddalena               |
| Manuela           | Manola, Manu, Manuelita          | Emanuela                |
| Mar               |                                  |                         |
| Mara              |                                  | Mara                    |
| Marcela           | Chela                            | Marcella                |
| Marcelina         |                                  | Marcellina              |
| Marcia            |                                  | Marzia                  |
| Marciana          |                                  | Marciana                |
| Margarita         |                                  | Margherita              |
| María             | Mariela, Marita, Mariel, Maritza | Maria                   |
| María Ángeles     | María de los Ángeles, Marielos   |                         |
| María Auxiliadora |                                  | Maria Ausiliatrice      |
| María Belén       |                                  |                         |
| María Carmen      | María del Carmen, Mamen          | Maria Carmela           |
| María Concepción  |                                  | Maria Concetta          |
| María Cristina    |                                  | Maria Cristina          |
| María Cruz        | María de la Cruz, Maricruz       | Maria Croce             |
| María Dolores     | María de los Dolores             |                         |
| María Elena       | Malena                           | Maria Elena (Marilena)  |
| María Fernanda    |                                  | Maria Ferdinanda        |
| María Guadalupe   |                                  |                         |
| María Isabel      | Maribel                          | Maria Isabella          |
| María Jesús       | María de Jesús                   |                         |
| María José        | Marijose                         |                         |
| María Josefa      |                                  | Maria Giuseppa          |
| María Lourdes     | Marilou                          |                         |
| María Luisa       | Marisa, Marisela                 | Maria Luisa             |
| María Manuela     |                                  | Maria Emanuela          |
| María Mar         | María del Mar, Marimar           |                         |
| María Mercedes    | María de las Mercedes            | Maria Mercede           |
| María Nieves      |                                  | Maria Nives             |
| María Pilar       |                                  |                         |
| María Rosa        |                                  | Maria Rosa              |
| María Rosario     |                                  | Maria Rosaria           |
| María Soledad     | Marisol                          |                         |
| María Teresa      | Maite, Mayte                     | Maria Teresa            |
| Mariana           | Marianita                        | Mariana o Marianna      |
| Maricel           | Maricela                         |                         |
| Marina            |                                  | Marina                  |
| Maristela         | Marianela                        | Maristella              |
| Marta             | Martita                          | Marta                   |
| Martina           |                                  | Martina                 |
| Martirio          |                                  | Martiria                |
| Maura             |                                  | Maura                   |
| Máxima            |                                  | Massima                 |
| Maximina          |                                  | Massimina               |
| Mayra             |                                  |                         |
| Melania           |                                  | Melania                 |
| Melisa            |                                  | Melissa                 |
| Mercedes          | Merche                           | Mercede                 |
| Mía               |                                  | Mia                     |
| Miguela           | Micaela                          | Michela                 |
| Milagros          |                                  |                         |
| Milagrosa         |                                  |                         |
| Minerva           |                                  | Minerva                 |
| Mireia            | Mireya                           | Mirella                 |
| Míriam            | Miryam                           | Miriam                  |
| Mirta             |                                  | Mirta                   |
| Misericordia      |                                  |                         |
| Modesta           |                                  | Modesta                 |
| Mónica            |                                  | Monica                  |
| Morena            |                                  | Morena                  |

## N
| Nome     | Varianti | Corrispondente italiano |
| -------- | -------- | ----------------------- |
| Narciso  |          | Narciso                 |
| Natalio  |          | Natale                  |
| Natanael | Nataniel | Natanaele               |
| Nazario  |          | Nazario                 |
| Neizan   |          |                         |
| Nelson   |          |                         |
| Nemesio  |          | Nemesio                 |
| Nereo    |          | Nereo                   |
| Néstor   |          | Nestore                 |
| Nicanor  |          | Nicanore                |
| Nicodemo | Nico     | Nicodemo                |
| Nicolás  | Nico     | Nicola                  |
| Nilo     |          | Nilo                    |
| Noé      |          | Noè                     |
| Norberto |          | Norberto                |

| Nome      | Varianti | Corrispondente italiano |
| --------- | -------- | ----------------------- |
| Nadia     |          | Nadia                   |
| Narcisa   |          | Narcisa                 |
| Natalia   | Noelia   | Natalia                 |
| Natividad |          |                         |
| Nayara    |          |                         |
| Nayeli    |          |                         |
| Nazaret   |          |                         |
| Nélida    |          |                         |
| Nemesia   |          | Nemesia                 |
| Nerea     |          | Nerea                   |
| Nereida   |          |                         |
| Nicolasa  | Nicol    | Nicoletta               |
| Nieves    | Nieve    | Nives                   |
| Ninfa     |          | Ninfa                   |
| Noa       |          |                         |
| Noemí     | Nohemi   | Noemi                   |
| Nora      |          | Nora                    |
| Nubia     |          |                         |
| Nuria     |          |                         |
| Nydia     | Nidia    |                         |

## O
| Nome     | Varianti | Corrispondente italiano |
| -------- | -------- | ----------------------- |
| Octavio  |          | Ottavio                 |
| Odalis   |          |                         |
| Olegario |          | Ollegario               |
| Oliverio |          | Oliviero                |
| Omar     |          | Omar                    |
| Onofre   |          | Onofrio                 |
| Orfeo    |          | Orfeo                   |
| Orlando  |          | Orlando                 |
| Óscar    |          | Oscar                   |
| Oseas    |          | Osea                    |
| Osvaldo  | Oswaldo  | Osvaldo                 |
| Ovidio   |          | Ovidio                  |

| Nome     | Varianti | Corrispondente italiano |
| -------- | -------- | ----------------------- |
| Obdulia  |          |                         |
| Octavia  |          | Ottavia                 |
| Odalis   | Odalys   |                         |
| Ofelia   |          | Ofelia                  |
| Olga     |          | Olga                    |
| Olimpia  |          | Olimpia                 |
| Olinda   |          | Olinda                  |
| Oliva    |          | Oliva                   |
| Olivia   |          | Olivia                  |
| Olvido   |          |                         |
| Oriana   |          | Oriana                  |
| Orquídea |          |                         |
| Otilia   |          | Odilia                  |
| Ovidia   |          | Ovidia                  |

## P
| Nome       | Varianti | Corrispondente italiano |
| ---------- | -------- | ----------------------- |
| Pablo      |          | Paolo                   |
| Pánfilo    |          | Panfilo                 |
| Pascual    |          | Pasquale                |
| Pastor     |          | Pastore                 |
| Patricio   |          | Patrizio                |
| Patrocinio |          |                         |
| Paulino    |          | Paolino                 |
| Pedro      |          | Pietro                  |
| Pelayo     |          | Pelagio                 |
| Pío        |          | Pio                     |
| Plácido    |          | Placido                 |
| Plinio     |          | Plinio                  |
| Poncio     |          | Ponzio                  |
| Porfirio   |          | Porfirio                |
| Primitivo  |          | Primitivo               |
| Próspero   |          | Prospero                |
| Prudencio  |          | Prudenzio               |

| Nome         | Varianti   | Corrispondente italiano |
| ------------ | ---------- | ----------------------- |
| Pacífica     |            | Pacifica                |
| Palmira      |            | Palmira                 |
| Paloma       |            |                         |
| Pascuala     |            | Pasquala                |
| Pastora      |            | Pastora                 |
| Patricia     | Pati       | Patrizia                |
| Patrocinio   | Patrocinia |                         |
| Paula        |            | Paola                   |
| Paulina      |            | Paolina                 |
| Paz          |            | Pace                    |
| Penélope     |            | Penelope                |
| Perla        | Perlita    | Perla                   |
| Perpetua     |            | Perpetua                |
| Petra        |            | Pietra                  |
| Petrona      |            | Petronia                |
| Petronila    |            | Petronilla              |
| Pía          |            | Pia                     |
| Piedad       |            |                         |
| Pilar        | Pili       |                         |
| Plácida      |            | Placida                 |
| Presentación |            |                         |
| Primitiva    |            | Primitiva               |
| Priscila     |            | Priscilla               |
| Prudencia    |            | Prudenzia               |
| Purificación | Pura       |                         |

## Q
| Nome    | Varianti | Corrispondente italiano |
| ------- | -------- | ----------------------- |
| Quintín |          | Quintino                |
| Quirino |          | Quirino                 |

| Nome     | Varianti | Corrispondente italiano |
| -------- | -------- | ----------------------- |
| Quiteria |          |                         |

## R
| Nome     | Varianti                | Corrispondente italiano |
| -------- | ----------------------- | ----------------------- |
| Rafael   | Rafa                    | Raffaele                |
| Raimundo | Raymundo, Ramón, Moncho | Raimondo                |
| Rainerio |                         | Raniero                 |
| Ramiro   |                         |                         |
| Raúl     |                         | Raul                    |
| Régulo   |                         | Regolo                  |
| Reinaldo | Reynaldo, Rey           | Rinaldo                 |
| Remigio  |                         | Remigio                 |
| Renato   | René                    | Renato                  |
| Reyes    |                         |                         |
| Ricardo  | Rico                    | Riccardo                |
| Roberto  | Ruperto                 | Roberto                 |
| Rodolfo  | Rodolfito, Fito         | Rodolfo                 |
| Rodrigo  | Ruy                     | Rodrigo                 |
| Rogelio  |                         |                         |
| Rolando  | Roldán                  | Rolando                 |
| Román    |                         | Romano                  |
| Romualdo |                         | Romualdo                |
| Rómulo   |                         | Romolo                  |
| Roque    |                         | Rocco                   |
| Rosendo  |                         |                         |
| Rubén    |                         | Ruben                   |
| Rufino   |                         | Rufino                  |

| Nome         | Varianti           | Corrispondente italiano |
| ------------ | ------------------ | ----------------------- |
| Rafaela      |                    | Raffaella               |
| Raimunda     | Ramona             | Raimonda                |
| Raquel       |                    | Rachele                 |
| Rayén        |                    |                         |
| Rebeca       |                    | Rebecca                 |
| Regina       | Reina, Reyna       | Regina                  |
| Regla        |                    |                         |
| Remedios     |                    |                         |
| Renata       |                    | Renata                  |
| Resurrección |                    |                         |
| Reyes        |                    |                         |
| Ricarda      |                    | Riccarda                |
| Rita         |                    | Rita                    |
| Roberta      | Ruperta, Robertina | Roberta                 |
| Rocío        |                    |                         |
| Rosa         | Rosita             | Rosa                    |
| Rosa María   |                    | Rosa Maria              |
| Rosalía      |                    | Rosalia                 |
| Rosalinda    | Rosalina           | Rosalinda               |
| Rosalva      |                    | Rosalba                 |
| Rosana       | Roxana             | Rossana                 |
| Rosario      | Charo              | Rosaria                 |
| Rosaura      |                    | Rosaura                 |
| Rosenda      |                    |                         |
| Rufina       |                    | Rufina                  |
| Rut          | Ruth               | Rut                     |

## S
| Nome       | Varianti | Corrispondente italiano |
| ---------- | -------- | ----------------------- |
| Sabas      |          | Saba                    |
| Sabino     |          | Sabino                  |
| Salomón    |          | Salomone                |
| Salvador   |          | Salvatore               |
| Samuel     | Samu     | Samuele                 |
| Sancho     |          |                         |
| Sandalio   |          |                         |
| Santana    |          |                         |
| Santiago   | Santi    |                         |
| Santos     |          |                         |
| Saturnino  |          | Saturnino               |
| Saúl       |          | Saul                    |
| Sebastián  |          | Sebastiano              |
| Secundino  |          | Secondino               |
| Segismundo |          | Sigismondo              |
| Segundo    |          | Secondo                 |
| Serafín    |          | Serafino                |
| Sergio     |          | Sergio                  |
| Severiano  | Seve     | Severiano               |
| Severino   | Seve     | Severino                |
| Severo     |          | Severo                  |
| Sigfrido   |          | Sigfrido                |
| Silverio   |          | Silverio                |
| Silvestre  |          | Silvestro               |
| Silvino    |          | Silvino                 |
| Silvio     |          | Silvio                  |
| Simón      |          | Simone                  |
| Siro       |          | Siro                    |
| Sixto      |          | Sesto                   |
| Sócrates   |          | Socrate                 |
| Sofronio   |          | Sofronio                |
| Sosimo     |          | Zosimo                  |

| Nome       | Varianti | Corrispondente italiano |
| ---------- | -------- | ----------------------- |
| Sabina     |          | Sabina                  |
| Sabrina    |          | Sabrina                 |
| Sagrario   |          |                         |
| Salomé     |          | Salomè                  |
| Salud      |          |                         |
| Salvacion  |          |                         |
| Salvadora  |          | Salvatora               |
| Samanta    |          | Samantha                |
| Sancha     |          |                         |
| Santana    |          |                         |
| Sara       | Sarita   | Sara                    |
| Sarai      | Saray    |                         |
| Saturnina  |          | Saturnina               |
| Sebastiana |          | Sebastiana              |
| Segunda    |          | Seconda                 |
| Selena     |          | Selene                  |
| Serafina   | Fina     | Serafina                |
| Silvia     |          | Silvia                  |
| Silvina    |          | Silvina                 |
| Sira       |          | Sira                    |
| Sixta      |          | Sesta                   |
| Socorro    |          |                         |
| Sofía      | Sofi     | Sofia                   |
| Sol        |          | Sole                    |
| Soledad    |          |                         |
| Sonia      |          | Sonia                   |
| Sonsoles   |          |                         |
| Soraya     |          |                         |
| Susana     | Susanita | Susanna                 |

## T
| Nome      | Varianti | Corrispondente italiano |
| --------- | -------- | ----------------------- |
| Tácito    |          | Tacito                  |
| Tadeo     |          | Taddeo                  |
| Tancredo  |          | Tancredi                |
| Telesforo |          | Telesforo               |
| Telmo     |          | Telmo                   |
| Teobaldo  |          | Teobaldo                |
| Teodomiro |          | Teodemaro               |
| Teodoro   | Teo      | Teodoro                 |
| Teodosio  |          | Teodosio                |
| Teódulo   |          | Teodulo                 |
| Teófilo   |          | Teofilo                 |
| Tercero   |          |                         |
| Tiburcio  |          | Tiburzio                |
| Timeo     |          | Timeo                   |
| Timoteo   |          | Timoteo                 |
| Tito      |          | Tito                    |
| Tomás     |          | Tommaso                 |
| Torcuato  |          | Torquato                |
| Toribio   |          | Turibio                 |
| Tránsito  |          |                         |
| Trinidad  |          |                         |
| Tristán   |          | Tristano                |
| Tulio     |          | Tullio                  |

| Nome     | Varianti       | Corrispondente italiano |
| -------- | -------------- | ----------------------- |
| Tamara   |                | Tamara                  |
| Tania    |                | Tania                   |
| Tatiana  |                | Tatiana                 |
| Tecla    |                | Tecla                   |
| Teodora  |                | Teodora                 |
| Teófila  |                | Teofila                 |
| Teresa   | Teresita, Tere | Teresa                  |
| Thais    |                | Taide                   |
| Tomasa   |                | Tommasa                 |
| Tránsito |                |                         |
| Triana   |                |                         |
| Trinidad | Trini          |                         |

## U
| Nome   | Varianti | Corrispondente italiano |
| ------ | -------- | ----------------------- |
| Ulises |          | Ulisse                  |
| Urbano |          | Urbano                  |

| Nome   | Varianti | Corrispondente italiano |
| ------ | -------- | ----------------------- |
| Urbana |          | Urbana                  |
| Úrsula |          | Orsola                  |

## V
| Nome       | Varianti  | Corrispondente italiano |
| ---------- | --------- | ----------------------- |
| Valente    |           | Valente                 |
| Valentín   |           | Valentino               |
| Valeriano  |           | Valeriano               |
| Valerio    | Valero    | Valerio                 |
| Vasco      |           | Vasco                   |
| Venancio   |           | Venanzio                |
| Vicente    |           | Vincenzo                |
| Víctor     | Victorino | Vittorio                |
| Victoriano |           | Vittoriano              |
| Vidal      |           | Vitale                  |
| Vinicio    |           | Vinicio                 |
| Virgilio   |           | Virgilio                |
| Vito       |           | Vito                    |

| Nome       | Varianti | Corrispondente italiano |
| ---------- | -------- | ----------------------- |
| Valentina  |          | Valentina               |
| Valeria    |          | Valeria                 |
| Valeriana  |          | Valeriana               |
| Vanesa     | Vanessa  | Vanessa                 |
| Varinia    |          |                         |
| Vega       |          |                         |
| Vera       |          | Vera                    |
| Verónica   |          | Veronica                |
| Vicenta    |          | Vincenza                |
| Victoria   |          | Vittoria                |
| Victoriana |          | Vittoriana              |
| Vilma      | Wilma    | Wilma                   |
| Violeta    |          | Violetta                |
| Virgen     |          |                         |
| Virginia   |          | Virginia                |
| Virtudes   |          |                         |
| Visitación |          |                         |
| Viviana    |          | Viviana                 |

## W
| Nome       | Varianti | Corrispondente italiano |
| ---------- | -------- | ----------------------- |
| Washington |          |                         |
| Wenceslao  |          | Venceslao               |
| Wilfredo   |          | Vilfredo                |
| Wilmer     | Wilmar   |                         |
| Wilson     |          |                         |

Femminili

## X
Maschili
| Nome  | Varianti | Corrispondente italiano |
| ----- | -------- | ----------------------- |
| Xenia |          | Xenia                   |

## Y
| Nome   | Varianti | Corrispondente italiano |
| ------ | -------- | ----------------------- |
| Yeray  |          |                         |
| Yunuen |          |                         |

| Nome    | Varianti                    | Corrispondente italiano |
| ------- | --------------------------- | ----------------------- |
| Yadira  |                             |                         |
| Yaiza   |                             |                         |
| Yamila  | Yamilé, Yamilet, Yamileth   |                         |
| Yanira  |                             |                         |
| Yaritza | Yaretzi                     |                         |
| Yesenia | Yessenia, Jesenia, Jessenia |                         |
| Ylenia  |                             | Ilenia                  |
| Yolanda |                             | Iolanda                 |
| Yoselin |                             |                         |
| Yunuen  |                             |                         |
| Yurena  |                             |                         |

## Z
| Nome     | Varianti | Corrispondente italiano |
| -------- | -------- | ----------------------- |
| Zacarías |          | Zaccaria                |
| Zoilo    |          | Zoilo                   |

| Nome    | Varianti | Corrispondente italiano |
| ------- | -------- | ----------------------- |
| Zaida   |          |                         |
| Zaira   |          | Zaira                   |
| Zaray   |          |                         |
| Zilpa   |          | Zilpa                   |
| Zoe     |          | Zoe                     |
| Zoila   |          | Zoila                   |
| Zoraida |          |                         |
| Zulema  | Zuleima  |                         |